# Argillite di Burgess
L'argillite di Burgess (così chiamata per Mount Burgess, vicino al luogo in cui fu rinvenuta l'argillite) è un affioramento di argillite scura, di età Cambriano medio, che costituisce un giacimento fossilifero di tipo Konservat-Lagerstätte sulle Montagne Rocciose del Canada nel Parco nazionale Yoho vicino alla cittadina di Field nella Columbia Britannica.

## Storia e significato

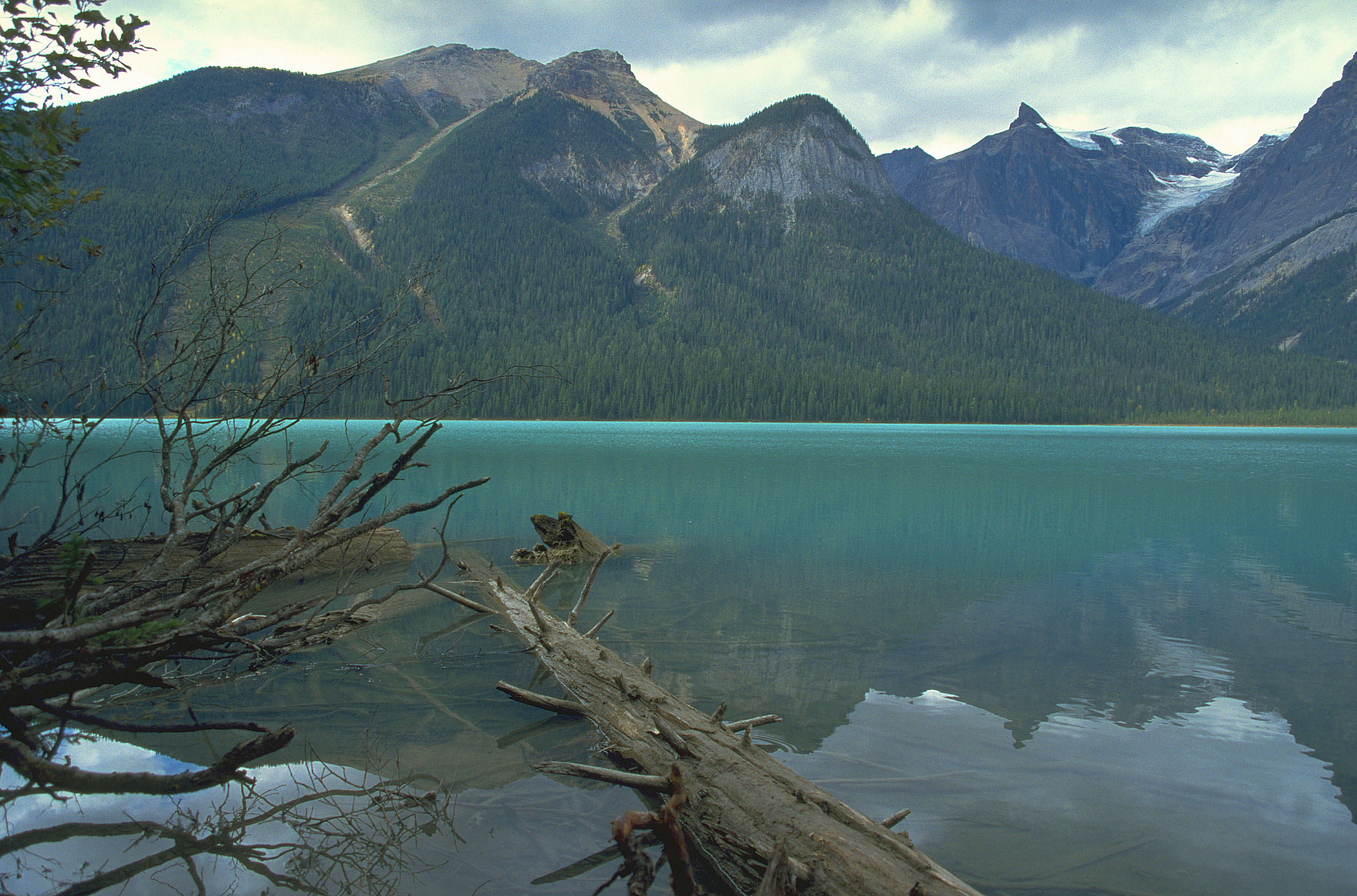
Emerald Lake, nei pressi del luogo in cui sono stati ritrovati i primi fossili

### Le scoperte di Walcott
I primi fossili rinvenuti nell'argillite di Burgess furono trovati da Charles Doolittle Walcott nel 1909 che tornò negli anni seguenti per raccogliere ulteriori campioni. I fossili erano di notevole interesse perché comprendevano parti molli, strutture che raramente si conservano.
La maggior parte dei fossili raccolti erano unici nel loro genere, anche se furono trovate anche trilobiti, comuni nel Cambriano medio. Walcott, però, non riuscì a comprendere che questi fossili appartenevano a gruppi tassonomici fino ad allora sconosciuti, e classificò i resti come "forme primitive" dei phyla esistenti: in particolare, Walcott descrisse un gran numero di anellidi policheti, di crostacei "fillopodi" (attualmente noti come Phyllocarida), di spugne e di trilobitomorfi.

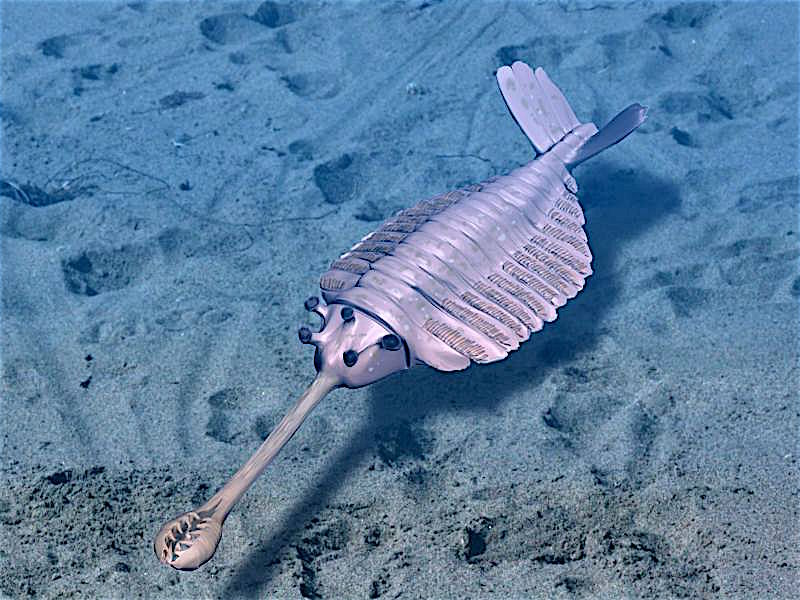
Ricostruzione di Opabinia regalis

### La revisione di Whittington, Conway Morris e Briggs
Il reale significato dei ritrovamenti non venne compreso fino agli anni settanta-ottanta: una reinvestigazione dei fossili da parte di Harry Blackmore Whittington, Derek Briggs, e Simon Conway Morris dell'Università di Cambridge ha rivelato che la fauna di Burgess era molto più insolita di quanto Walcott avesse ipotizzato. Infatti molti degli animali presenti avevano caratteristiche anatomiche strane e mostravano appena una vaga somiglianza con gli animali noti. Alcuni esempi comprendono Opabinia, con cinque occhi e una protuberanza simile ad un aspirapolvere; Nectocaris, variamente interpretato come un crostaceo con le pinne o un vertebrato con un guscio; Wiwaxia, dall'aspetto simile a quello di una torta con le candeline; Portalia, dai tentacoli bifidi allungati; Odontogriphus, dall'aspetto piatto e debolmente segmentato; Eldonia, di cui non si riesce a comprendere nemmeno se vivesse sul fondo del mare o nuotasse libera. Tutti questi animali erano stati precedentemente interpretati come semplici antenati della fauna attuale, ma secondo la revisione del gruppo di Cambridge non ricadevano sotto nessun piano corporeo conosciuto.
Altri organismi descritti da Walcott furono effettivamente attribuiti a phyla attuali, ma rappresentavano forme ugualmente aberranti, come Aysheaia, che ha una somiglianza davvero straordinaria con il phylum odierno degli onicofori (Onychophora); Leanchoilia, dalle bizzarre "grandi appendici" anteriori; Marrella, dalle soffici branchie piumose; Odaraia, dalla coda simile a quella di un pesce; Isoxys, dal grande carapace che ricopriva tutto il corpo.
Diversi altri fossili malamente interpretati come meduse, cetrioli di mare e "gamberetti" si rivelarono parti anatomiche di una singola forma di grandi predatori, conosciuta come Anomalocaris. Le ricerche di Conway-Morris portarono anche all'identificazione di uno dei più antichi cordati, Pikaia, precedentemente interpretato da Walcott come un verme anellide.

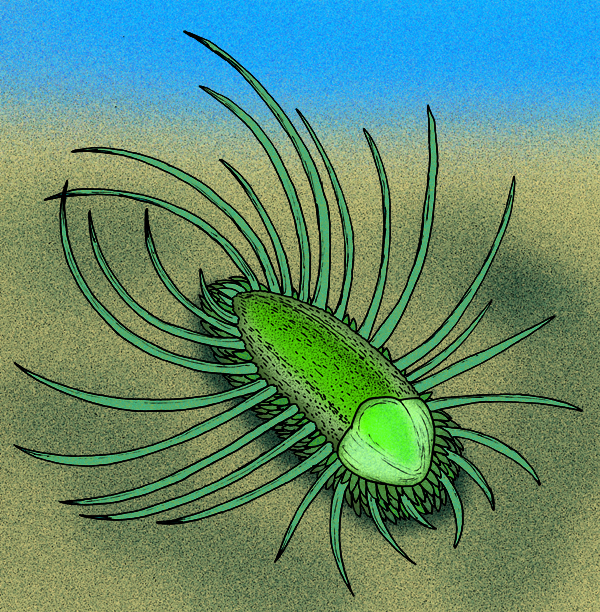
Ricostruzione di Orthrozanclus reburrus

### Nuove ricerche
A partire dagli anni '90, nuovi studi eseguiti soprattutto da Conway-Morris, Briggs e Richard Fortey, hanno collocato diversi fossili "particolari" dell'argillite di Burgess tra gli artropodi e altri gruppi attuali. È il caso di Hallucigenia, uno dei più famosi "enigmi" di Burgess, era stato originalmente ricostruito come un essere in grado di camminare su due file di spine simmetriche simili a trampoli e munito di sette bocche dorsali; al momento questo essere è stato sostanzialmente "ribaltato", e viene interpretato come un altro onicoforo, dotato di spine dorsali sulla schiena.  Tuttavia molti animali, tra cui Amiskwia, Pollingeria e Dinomischus, restano enigmatici. L'argillite di Burgess continua a riservare nuove sorprese: è il caso dell'enigmatico Orthrozanclus, un minuscolo essere spinoso descritto nel 2007, e di Hurdia, un grande predatore dalla testa fornita di uno strano "cappuccio" cavo, i cui resti sono stati interpretati correttamente solo nel 2009. Nel 2010 è stato descritto Herpetogaster, un organismo che getta nuova luce sulle origini degli animali deuterostomi (echinodermi e cordati), e nel 2012 l'enigmatico Siphusauctum.
Più recentemente, l'adozione di un approccio cladistico ha consentito di chiarire i rapporti filogenetici di molti degli enigmatici organismi della fauna di Burgess con i moderni organismi viventi. L'applicazione del concetto di stem group ha modificato in maniera importante la metodologia di classificazione. La loro collocazione in stem group di phyla esistenti, piuttosto che in phyla a sé stanti, ha reso, secondo alcuni, più facile comprendere l'esplosione cambriana senza invocare meccanismi evolutivi insoliti.
Per fare un esempio, i generi Opabinia e Anomalocaris, hanno alcune, ma non tutte, le caratteristiche associate con gli artropodi viventi, il che aveva portato a classificarli in phyla a sé stanti, di incerta collocazione filogenetica; l'applicazione del concetto di stem group ha consentito di classificare queste forme come stem arthropoda. Analogamente, il genere Ottoia ha molte caratteristiche in comune con i priapulidi viventi, ma analisi filogenetiche indicano che esso si colloca al di fuori del crown group dei Priapulidi, il che lo definisce come uno  stem priapulida.

### Dibattiti dopoLa vita meravigliosa
Un famoso resoconto dell'analisi degli anni '80 dell'argillite di Burgess viene descritto nel libro La vita meravigliosa di Stephen Jay Gould. In questo saggio Gould sottolinea le imprese paleontologiche di Conway-Morris e compagni, ma lo stesso Conway-Morris ha successivamente provato a ridimensionare le affermazioni di Gould.
La diversità e la natura esotica della fauna di Burgess ha provocato parecchie controversie nella paleontologia in merito alle ragioni e alla natura di quella che è stata chiamata l'esplosione del Cambriano, un possibile evento improvviso che, più di 500 milioni di anni fa, portò a una rapidissima diversificazione della vita nei mari.

## Interpretazione ambientale

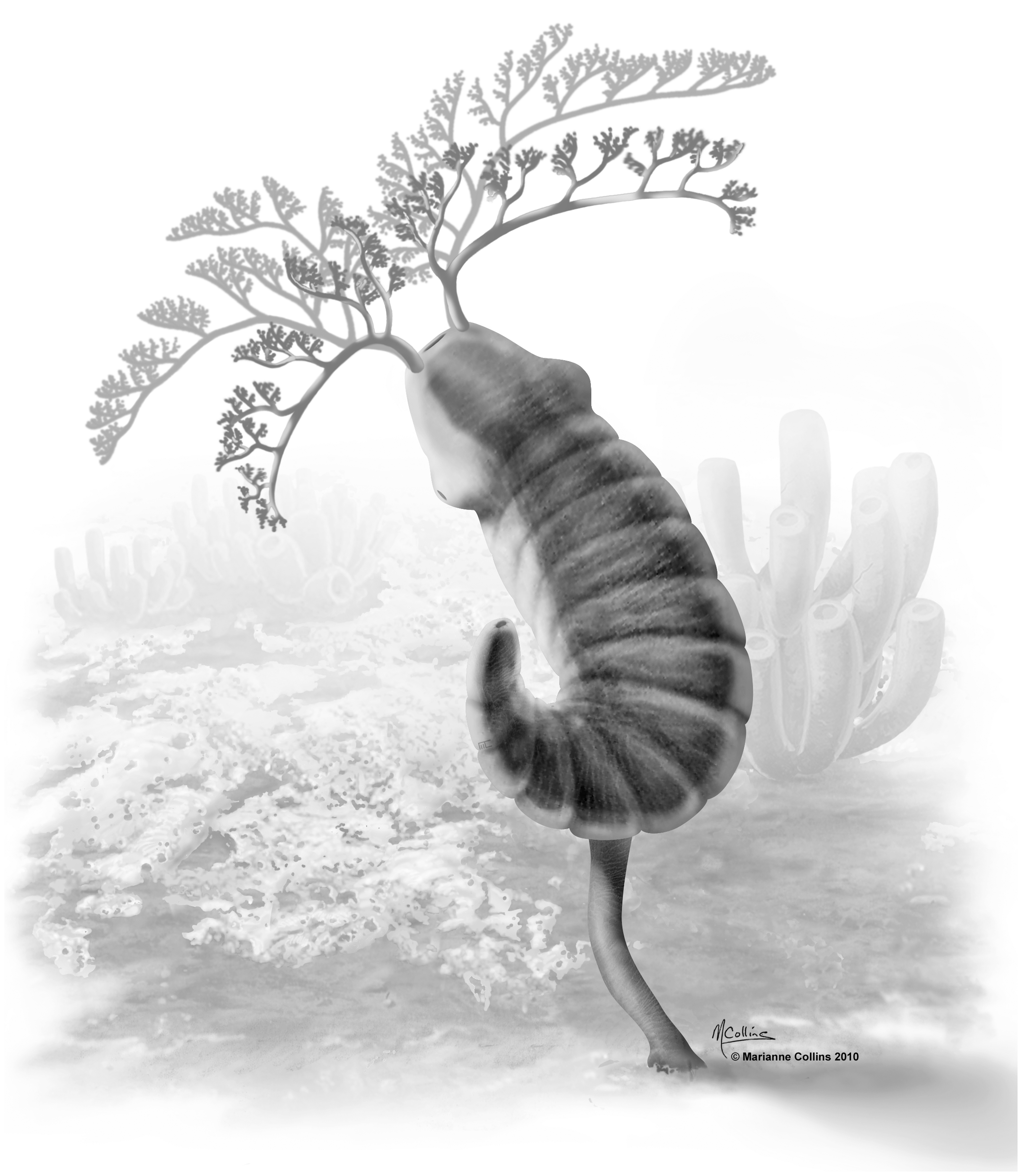
Ricostruzione di Herpetogaster

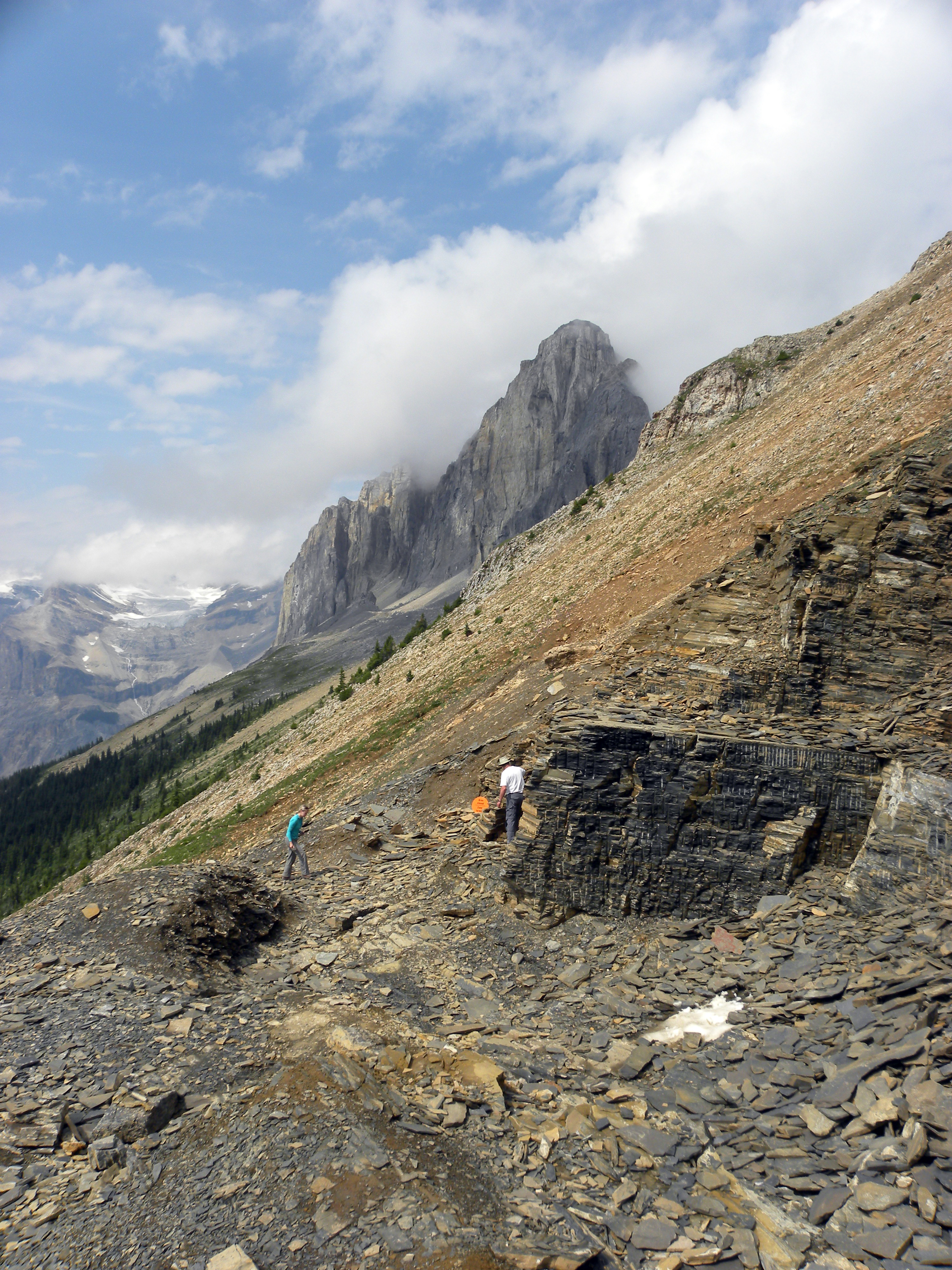
La cava di Walcott

Ulteriori ricerche hanno dimostrato che l'argillite di Burgess si estende per parecchie miglia in affioramenti isolati e che associazioni faunistiche diverse si sono conservate in luoghi diversi. Sono state identificate sei diverse zone faunistiche nell'Argillite di Burgess. I depositi sembrano rappresentare piccole aree di fondali oceanici fangosi che—di epoca in epoca—sono stati interessate da smottamenti e frane. I sedimenti mobilizzati sono discesi lungo la superficie di un pendio argilloso portando con sé la fauna di fondale e tutto ciò che si trovava nelle acque appena al di sopra di esso, trascinando gli animali in un ambiente povero di ossigeno (anossico) e seppellendoli. Queste faune rappresentano quindi tanatocenosi alloctone.

## Analogie con altre formazioni
Depositi simili sono stati identificati in diverse altre parti del mondo e hanno portato alla scoperta di simili faune. I depositi più importanti (deposito di corrente torbida) sono stati ritrovati nella provincia dello Yunnan in Cina: queste formazioni, note come argilliti di Maotianshan, sono persino più antiche di quelle di Burgess, ma hanno avuto un'origine analoga. Un altro deposito di notevole importanza è quello di Sirius Passett, in Groenlandia.

## Patrimonio dell'Unesco
A causa della sua collocazione all'interno del parco nazionale di Yoho, nel più vasto Parco delle Montagne Rocciose canadesi, l'argillite è parte del Patrimonio dell'umanità dell'UNESCO. Esplorazioni successive hanno trovato affioramenti dell'argillite su una parete di diverse decine di chilometri e ha identificato almeno sei giacimenti fossiliferi all'interno della formazione.

## Lista incompleta dei generi

### Generi assegnati ad un gruppo tassonomico ancora esistente
- Ancalagon (verme priapulide)
- Aysheaia pedunculata (phylum degli Onychophora)
- Burgessochaeta setigera (anellide)
- Canadaspis (artropode)
- Canadia (anellide)
- Choia (spugna)
- Crumillospongia (spugna)
- Ctenorhabdotus (Ctenophora)
- Eiffelia (spugna)
- Emeraldella brocki (artropode)
- Fasciculus (Ctenophora)
- Fieldia (verme priapulide)
- Fuxianhuia protensa  (artropode)
- Gogia (echinoderma)
- Hallucigenia (phylum degli Onychophora)
- Hazelia (spugna)
- Isoxys (artropode)
- Lecythioscopa simplex (verme priapulide)
- Leptomitus (spugna)
- Lingulella (Brachiopoda)
- Louisella pedunculata (verme priapulide)
- Mackenzia (phylum degli Cnidaria)
- Metaspriggina (phylum dei Chordata)
- Odaraia alata (artropode)
- Ottoia prolifica (verme priapulide)
- Peronochaeta (anellide)
- Perspicaris (artropode)
- Pikaia gracilens (phylum dei Chordata)
- Pirania (spugna)
- Plenocaris (artropode)
- Priscansermarinus (? Cirripedia)
- Sanctacaris uncata (artropode)
- Scenella (mollusco)
- Selkirkia (verme priapulide)
- Takakkawia (spugna)
- Tuzoia (artropode)
- Vauxia (spugna)
- Waptia (artropode)

### Generi assegnati ad un gruppo tassonomico estinto
- Actaeus armatus (artropode di classe incerta)
- Alalcomenaeus cambricus (artropode di classe incerta)
- Banffia (phylum degli Vetulicolia)
- Branchiocaris (artropode primitivo)
- Burgessia (artropode di classe incerta)
- Chaunograptus (appartenente ai graptoliti)
- Elrathia (trilobite)
- Emeraldella (artropode di classe incerta)
- Habelia optata (artropode di classe incerta)
- Haplophrentis (phylum degli Hyolitha)
- Helmetia (artropode di classe incerta)
- Herpetogaster  (primitivo rappresentante dei deuterostomi)
- Leanchoilia (artropode di classe incerta)
- Marrella (artropode marrellomorfo)
- Molaria (artropode di classe incerta)
- Naraoia (? trilobite nektaspide)
- Ogygopsis (trilobite)
- Olenoides (trilobite)
- Oryctocephalus (trilobite)
- Pagetia (trilobite)
- Sarotrocercus oblita (artropode di classe incerta)
- Sidneyia (artropode di classe incerta)
- Skania (artropode parvancorinomorfo)
- Tegopelte (artropode tegopeltide)
- Thelxiope (artropode di classe incerta)
- Yohoia (artropode di classe incerta)

### Generi di classificazione incerta
- Amiskwia
- Anomalocaris
- Chanchelloria
- Hurdia victoria
- Dinomischus
- Caryosyntrips serratus
- Echmatocrinus brachiatus
- Eldonia
- Hurdia
- Laggania
- Nectocaris
- Odontogriphus
- Oesia
- Opabinia
- Orthrozanclus
- Pollingeria
- Portalia
- Redoubtia polypodia
- Siphusauctum
- Thaumaptilon (precedentemente considerato un tipo di Pennatula)
- Titanokrys gainesi
- Wiwaxia
- Worthenella
- Thaumaptilon

## Galleria d'immagini

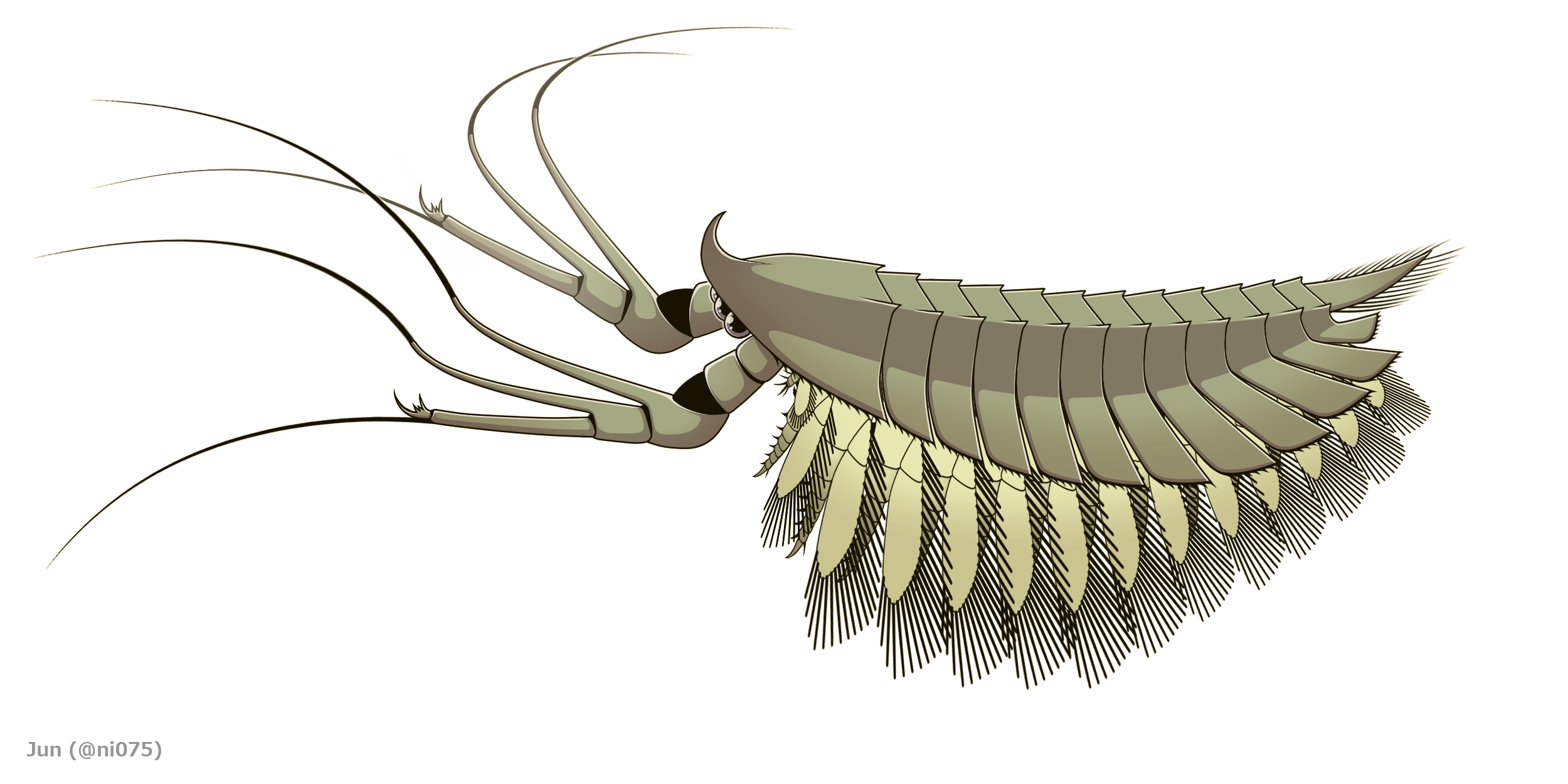
Leanchoilia
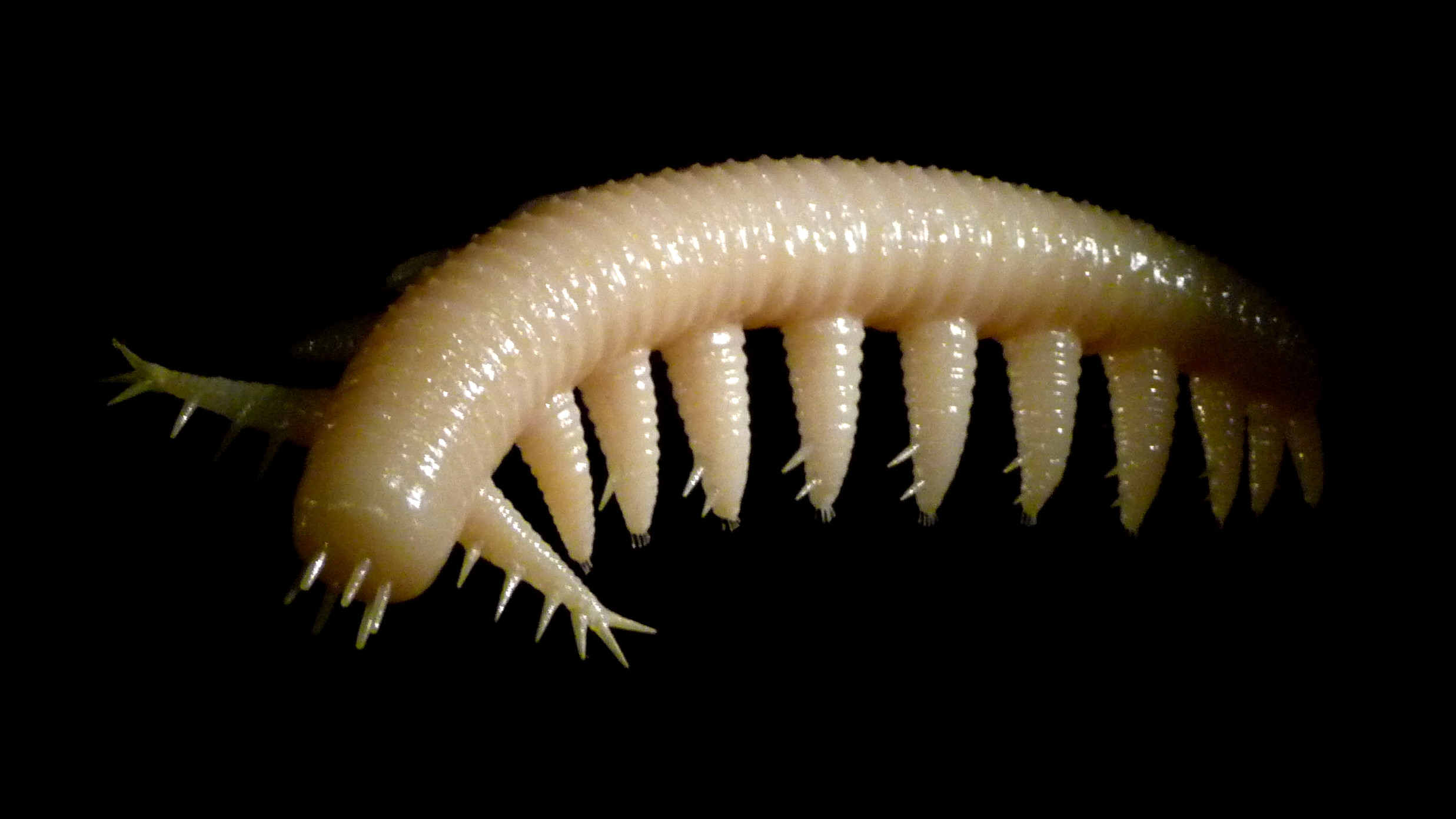
Aysheaia
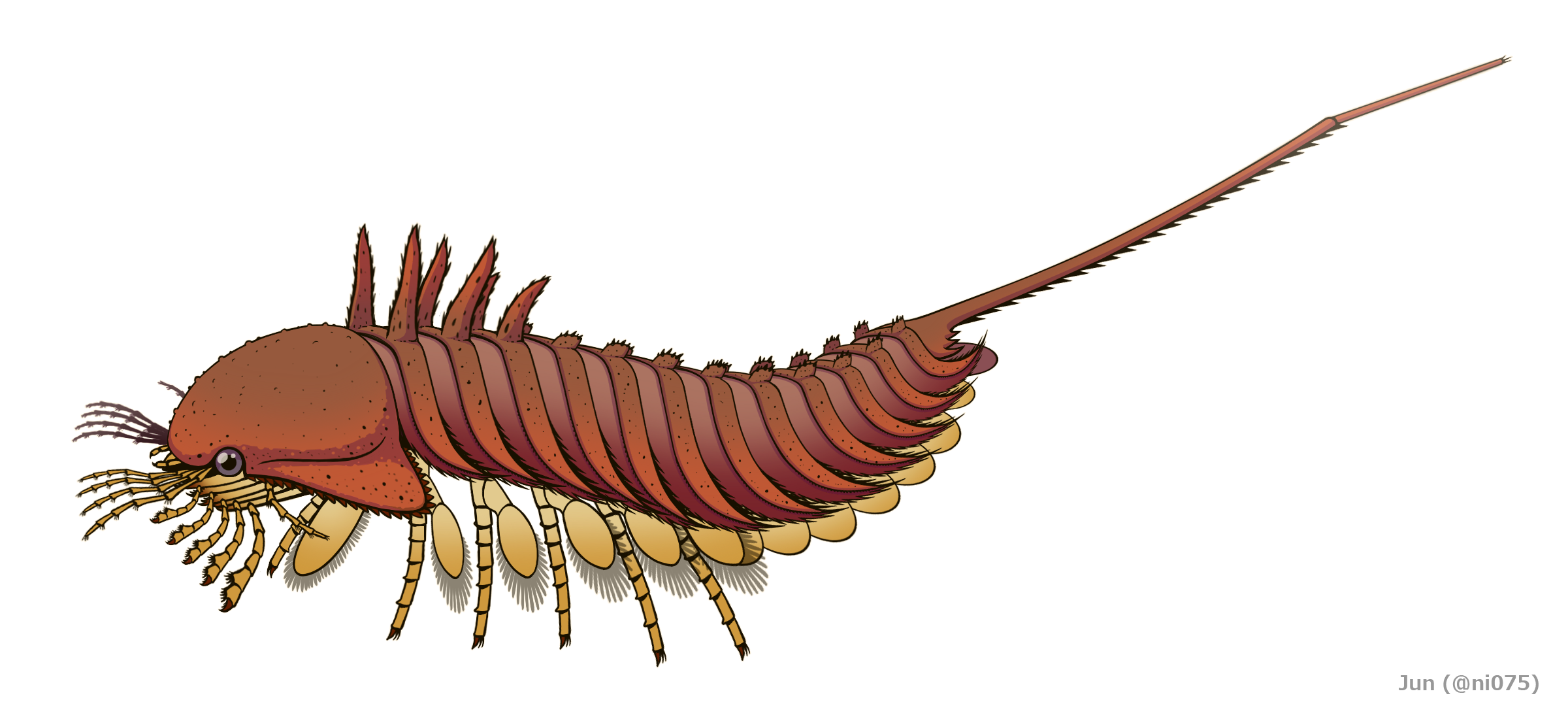
Habelia
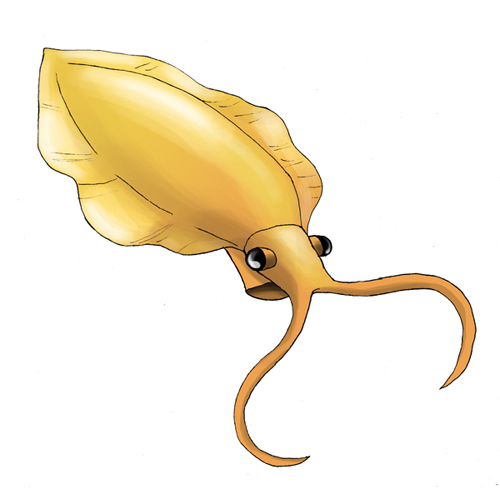
Nectocaris
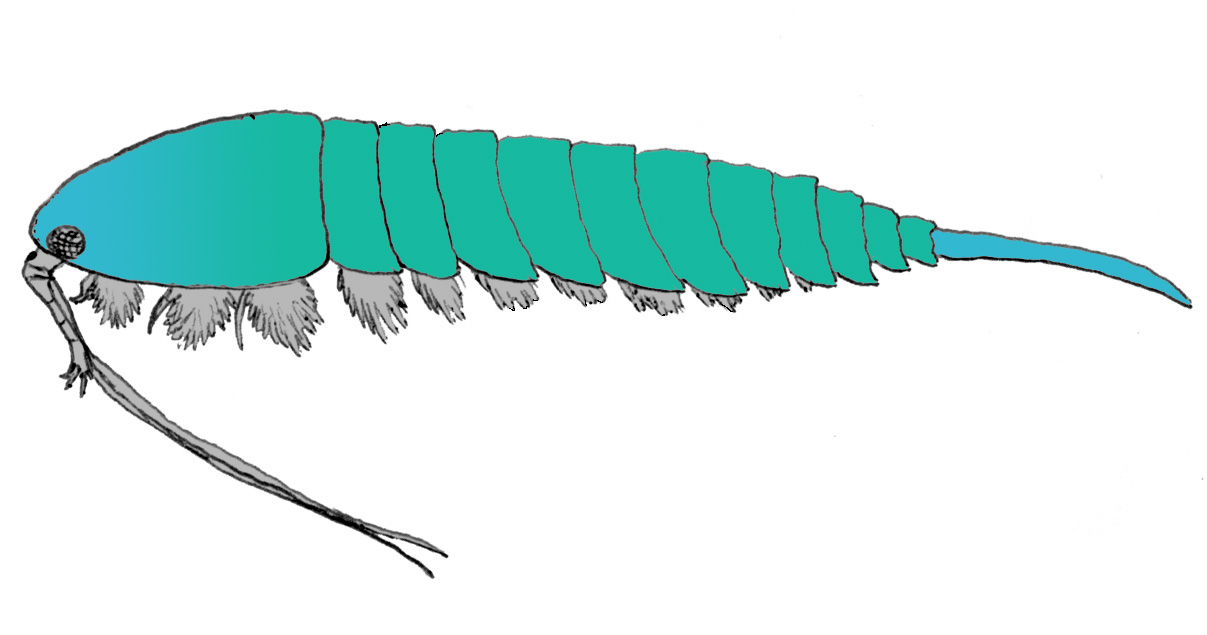
Actaeus
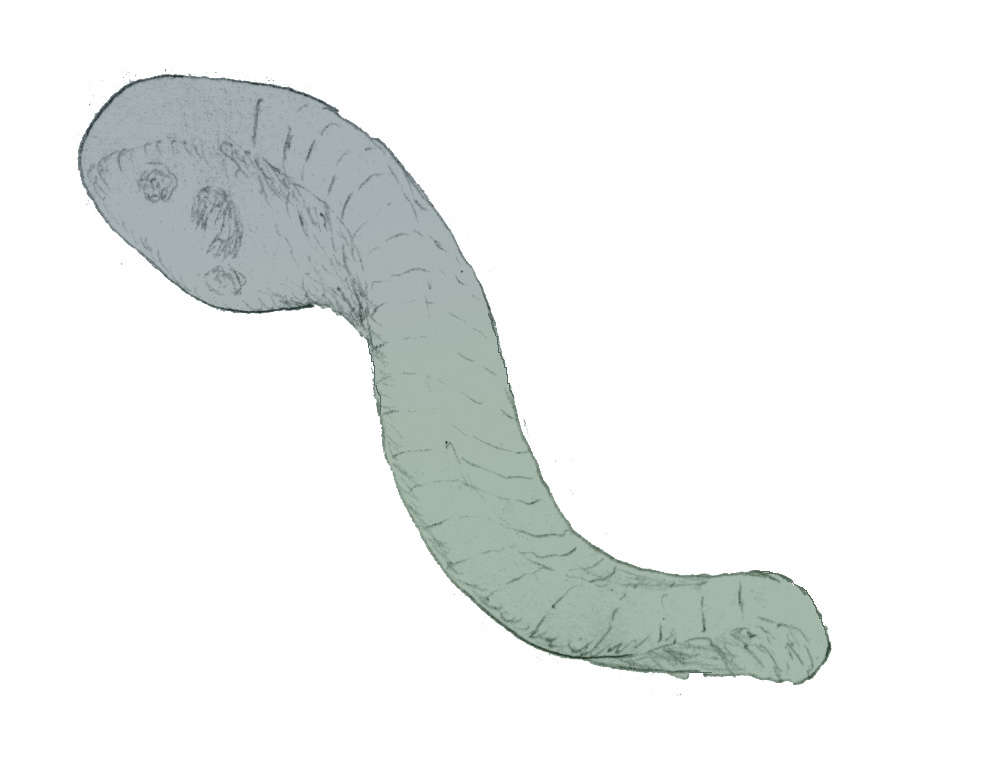
Odontogriphus
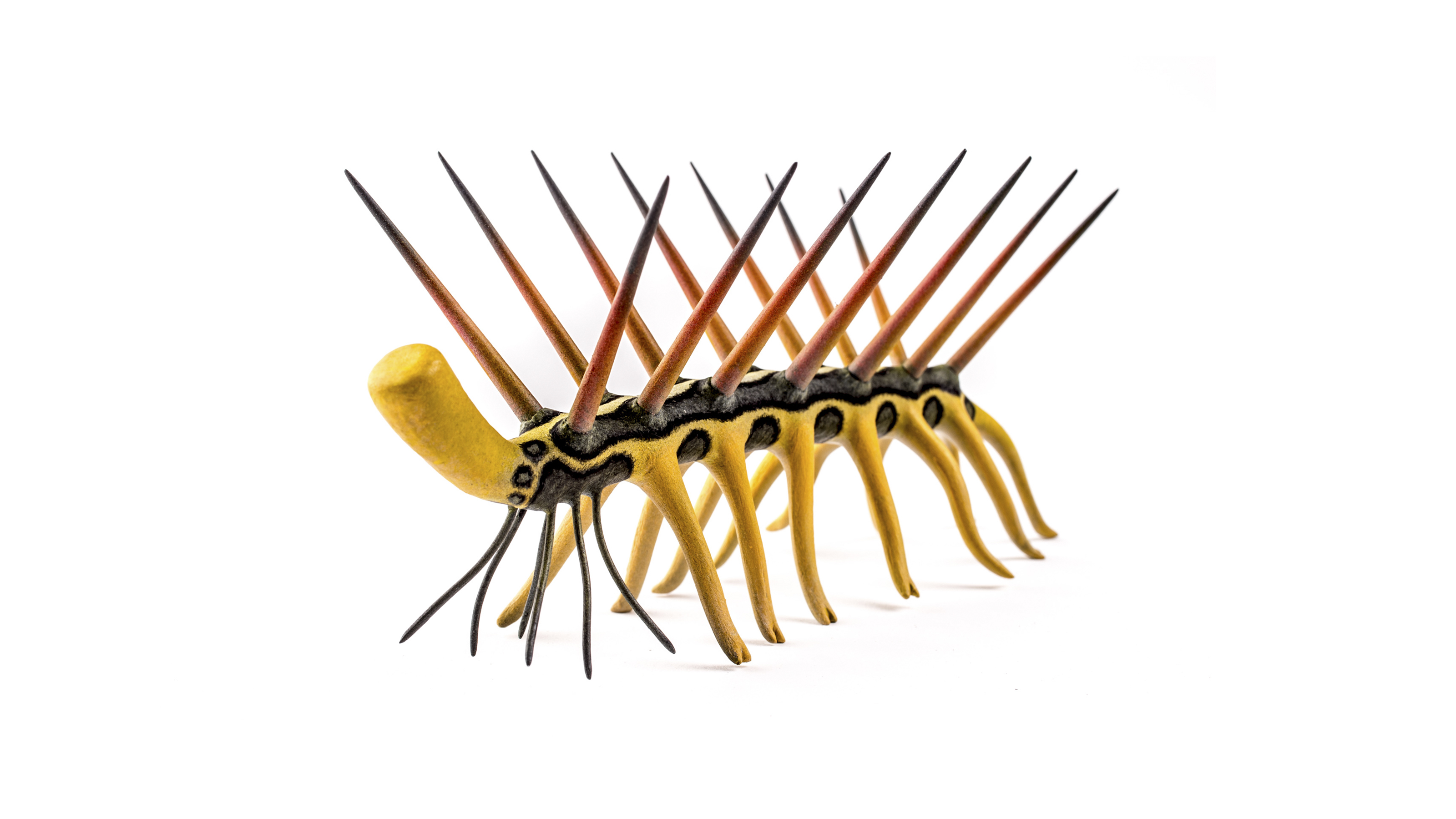
Hallucigenia
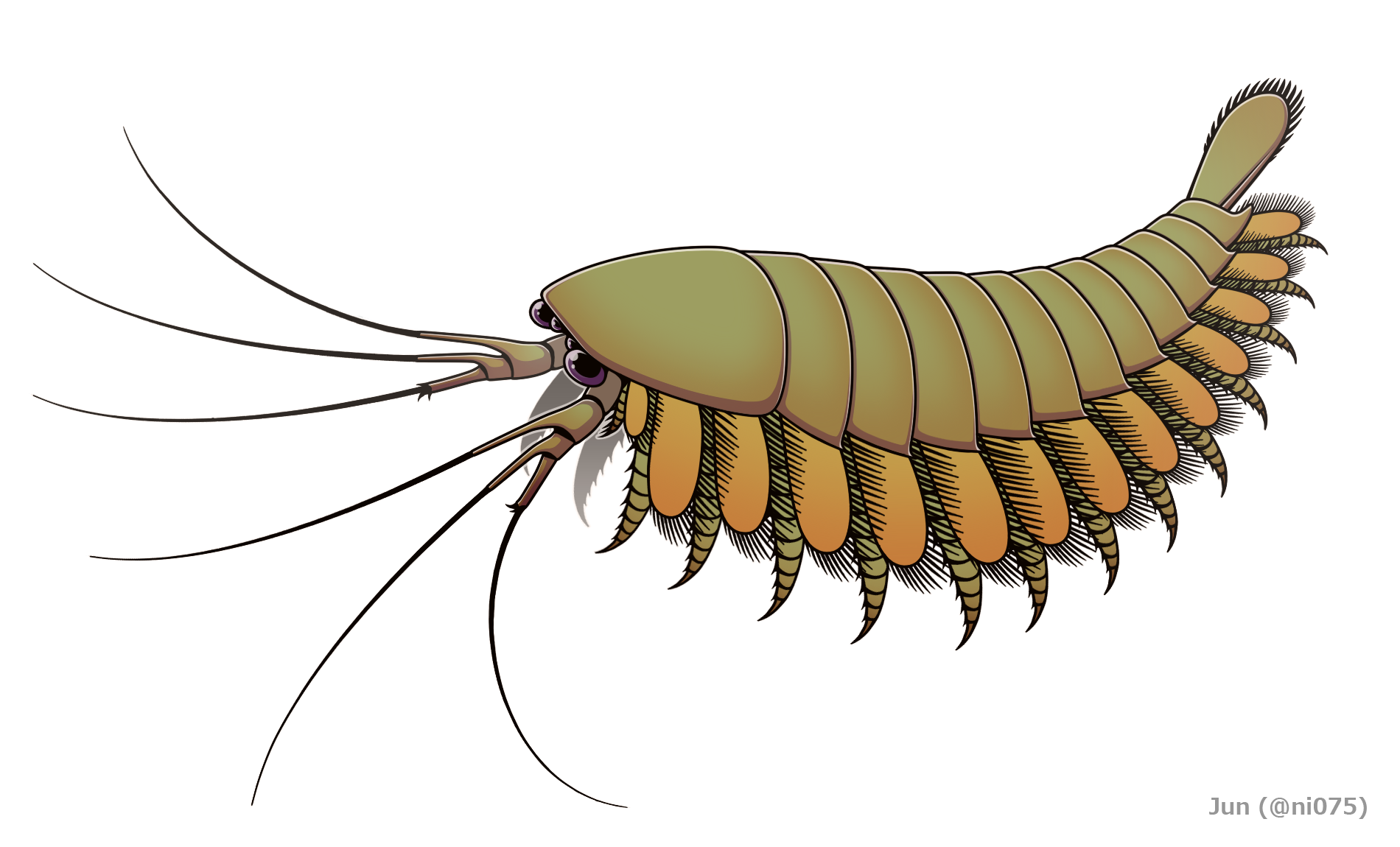
Alalcomenaeus
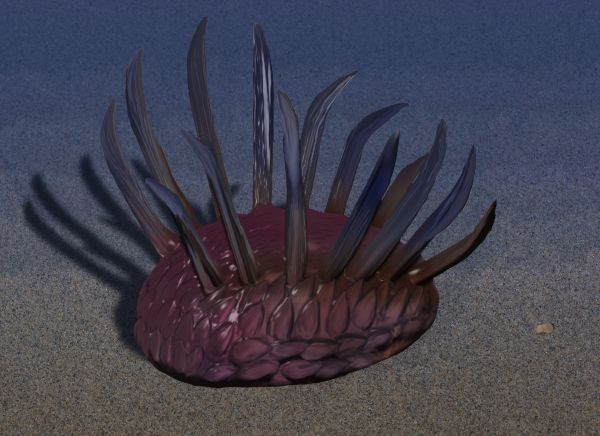
Wiwaxia
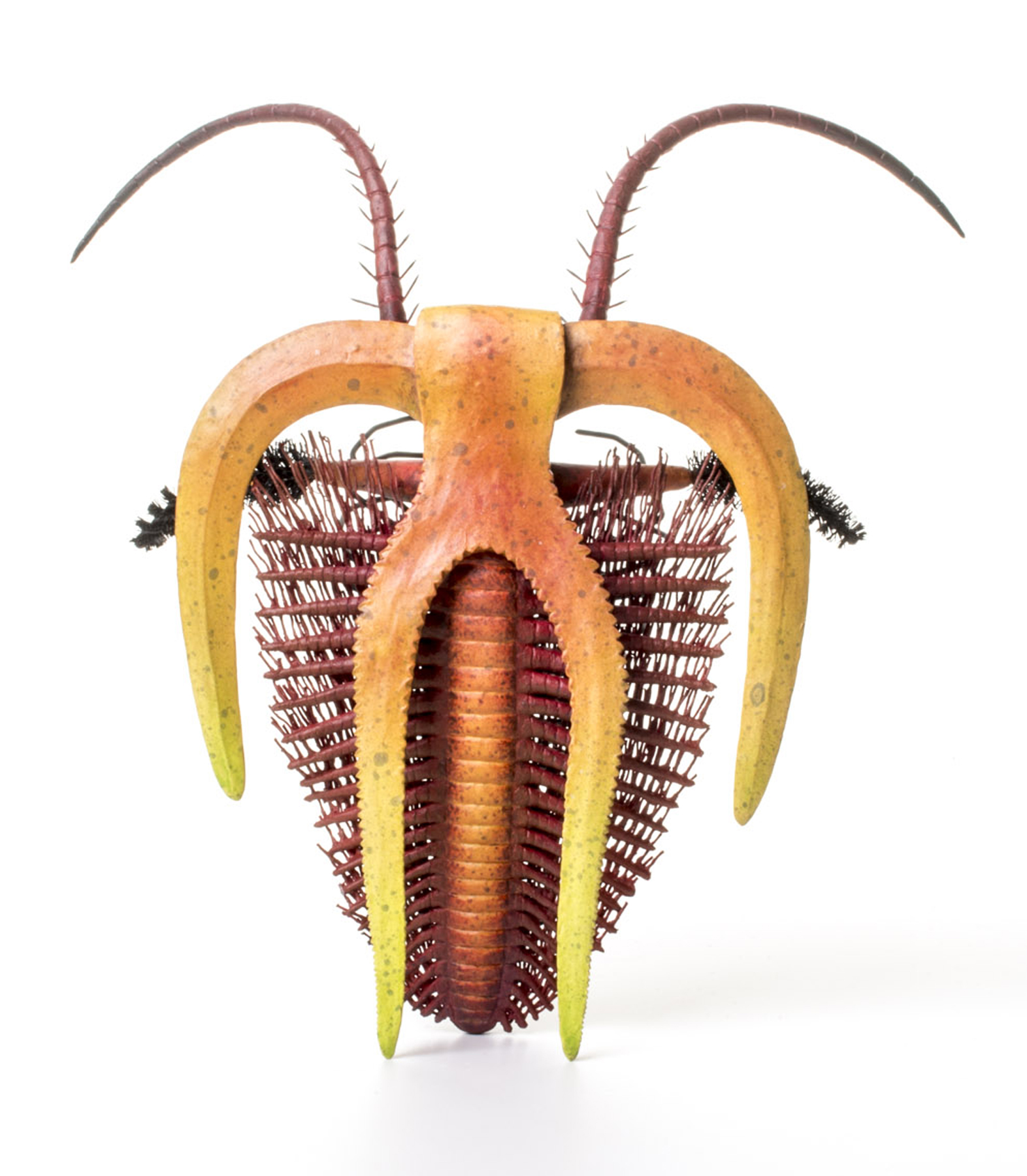
Marrella
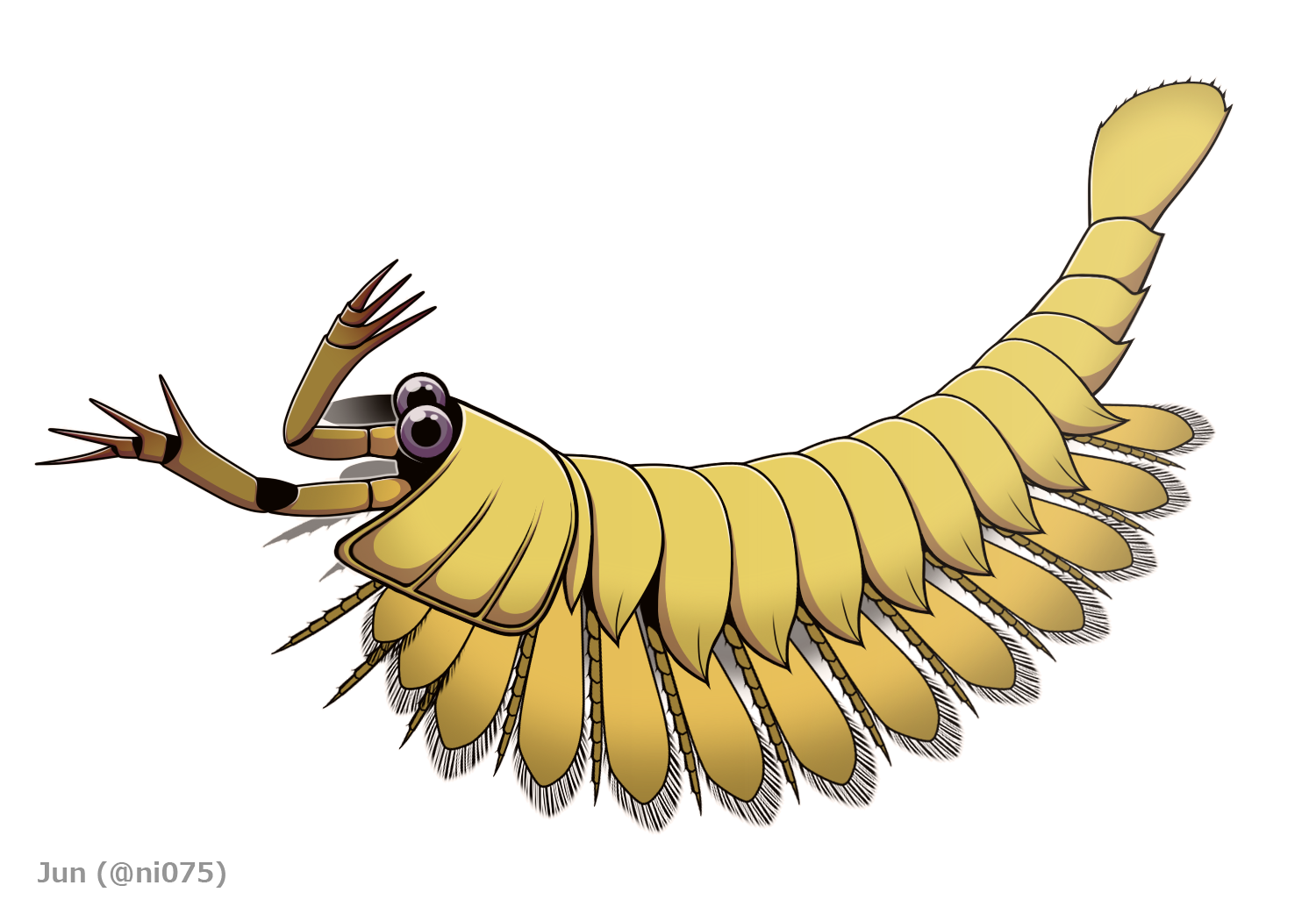
Yohoia
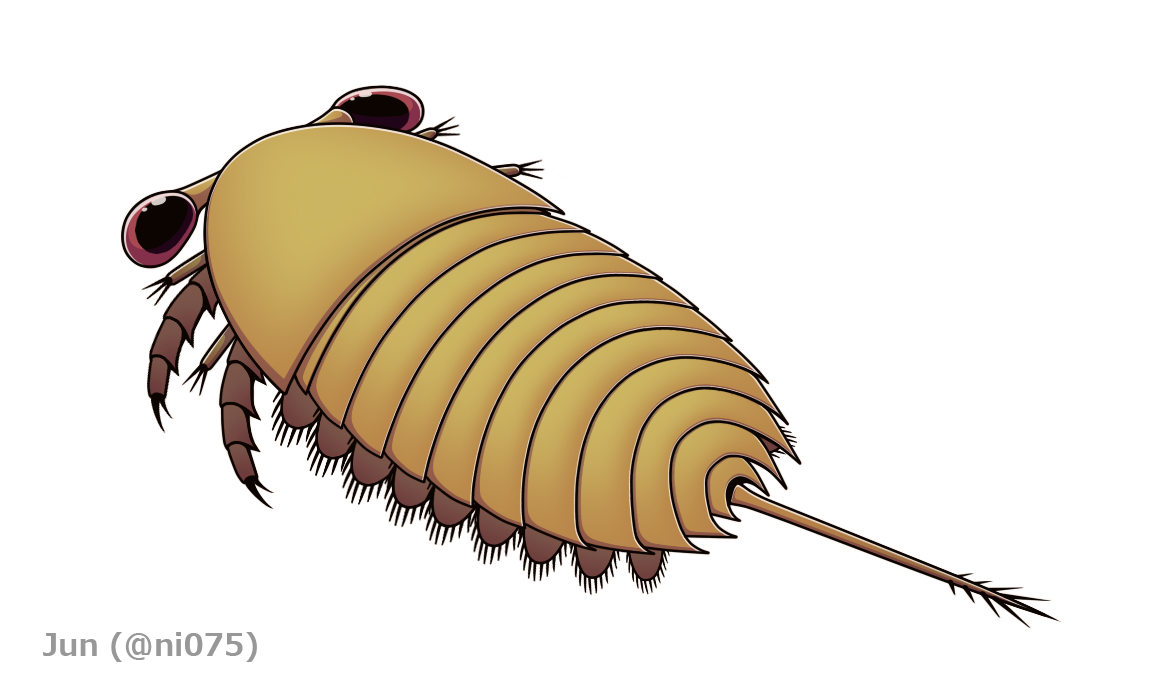
Sarotrocercus
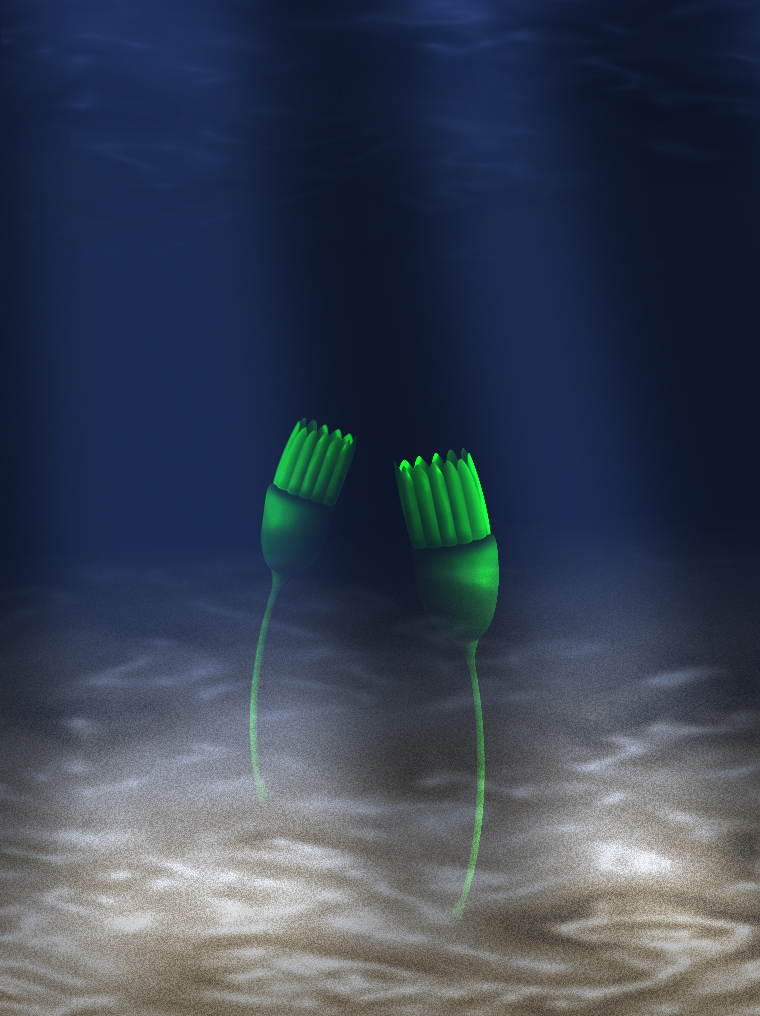
Dinomischus
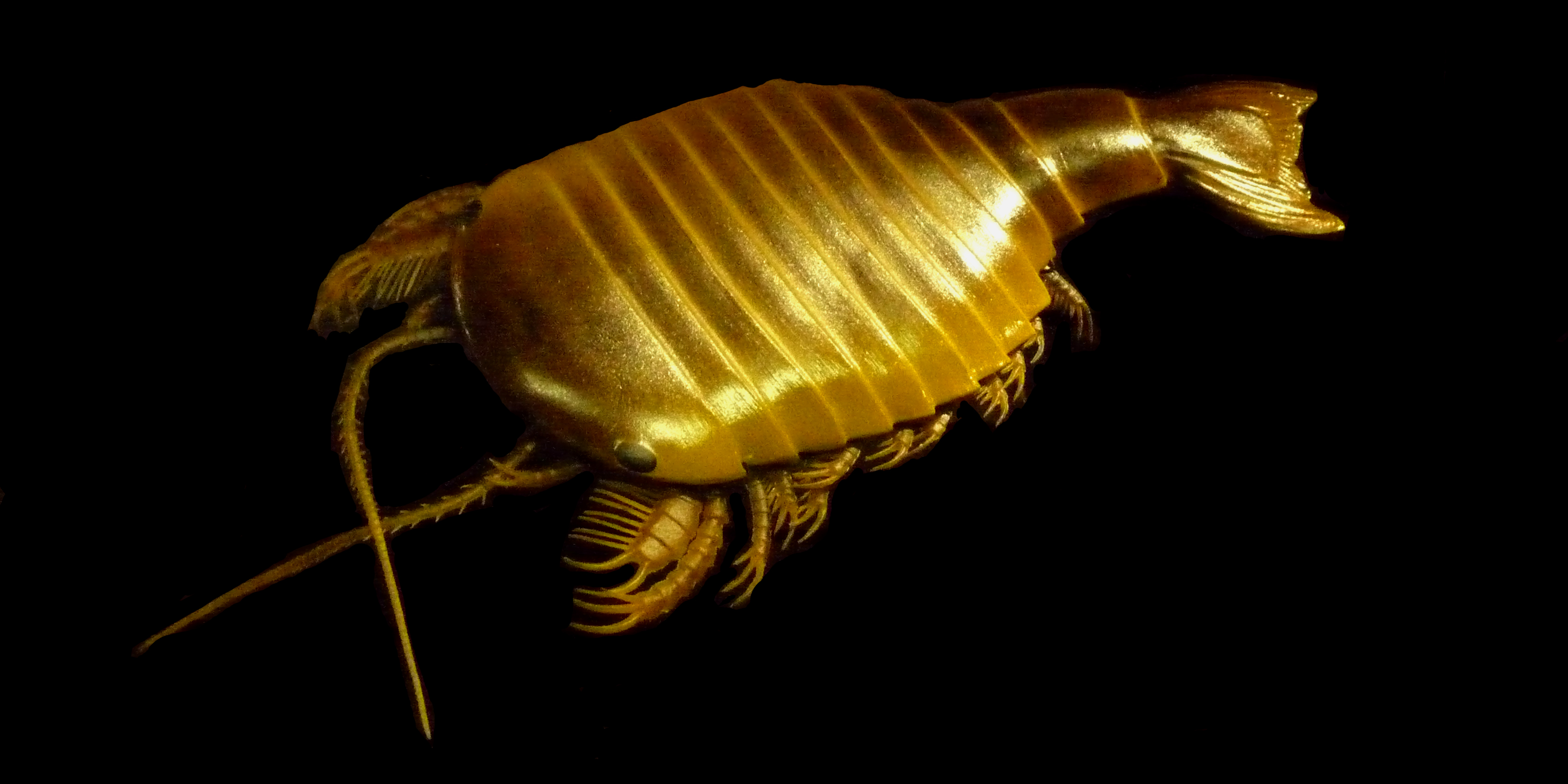
Sidneyia
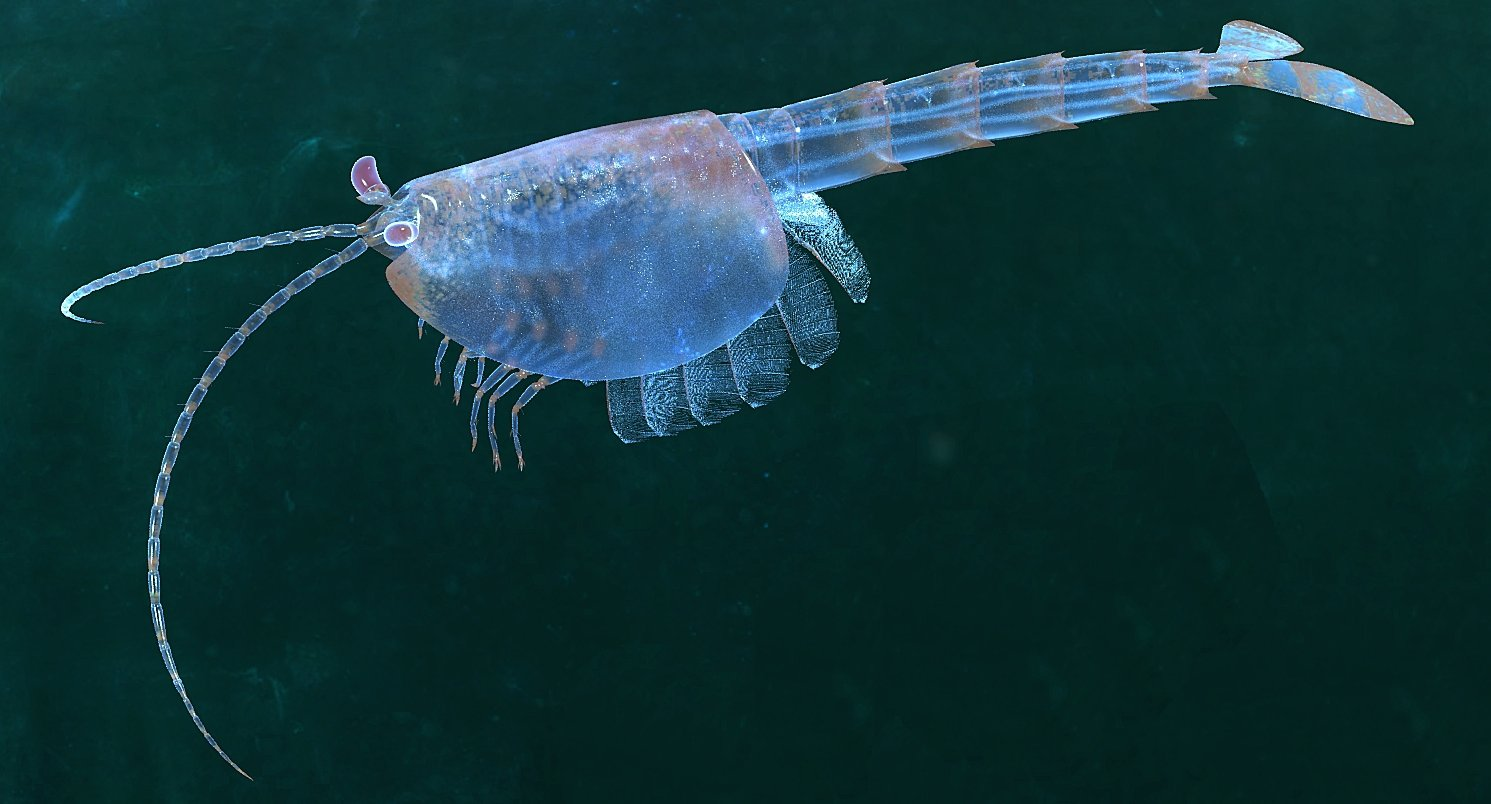
Waptia
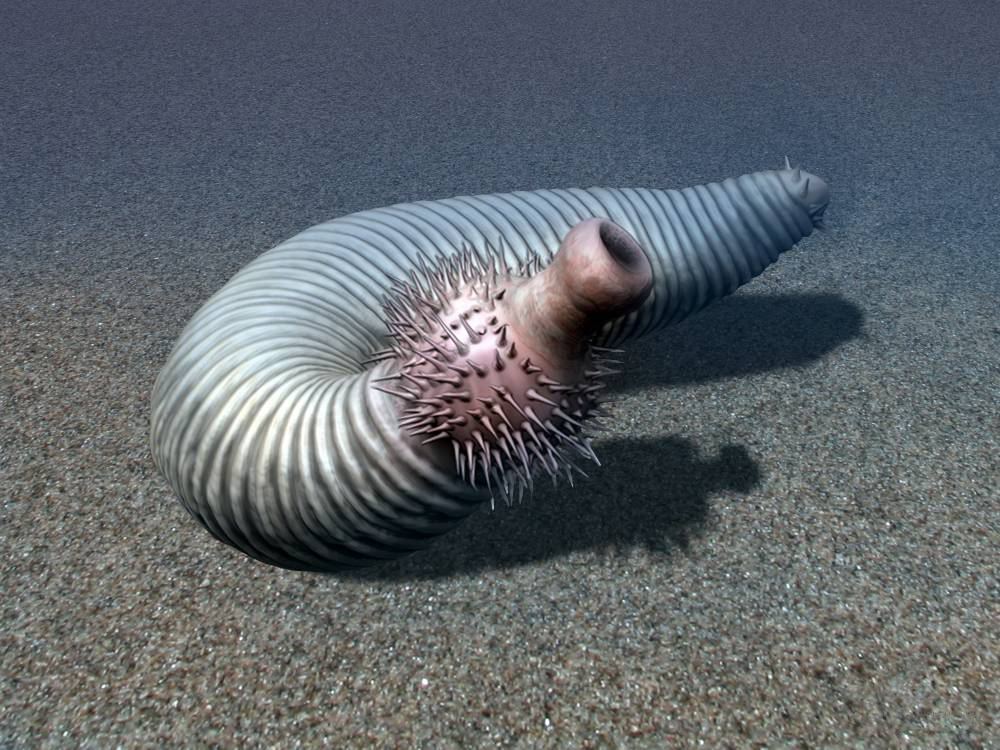
Ottoia
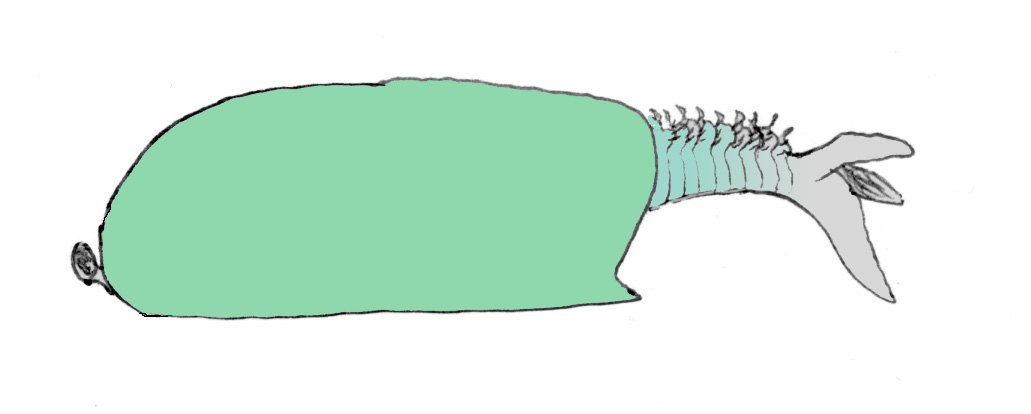
Odaraia
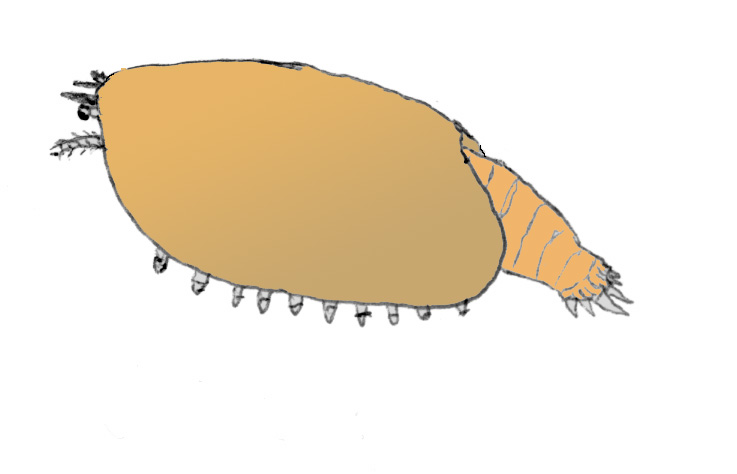
Canadaspis
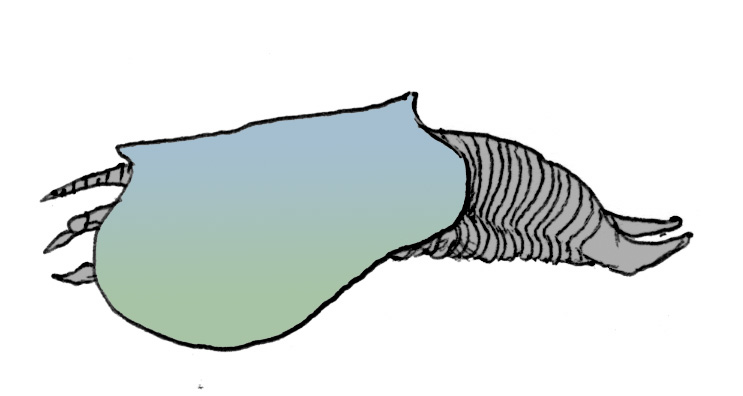
Branchiocaris
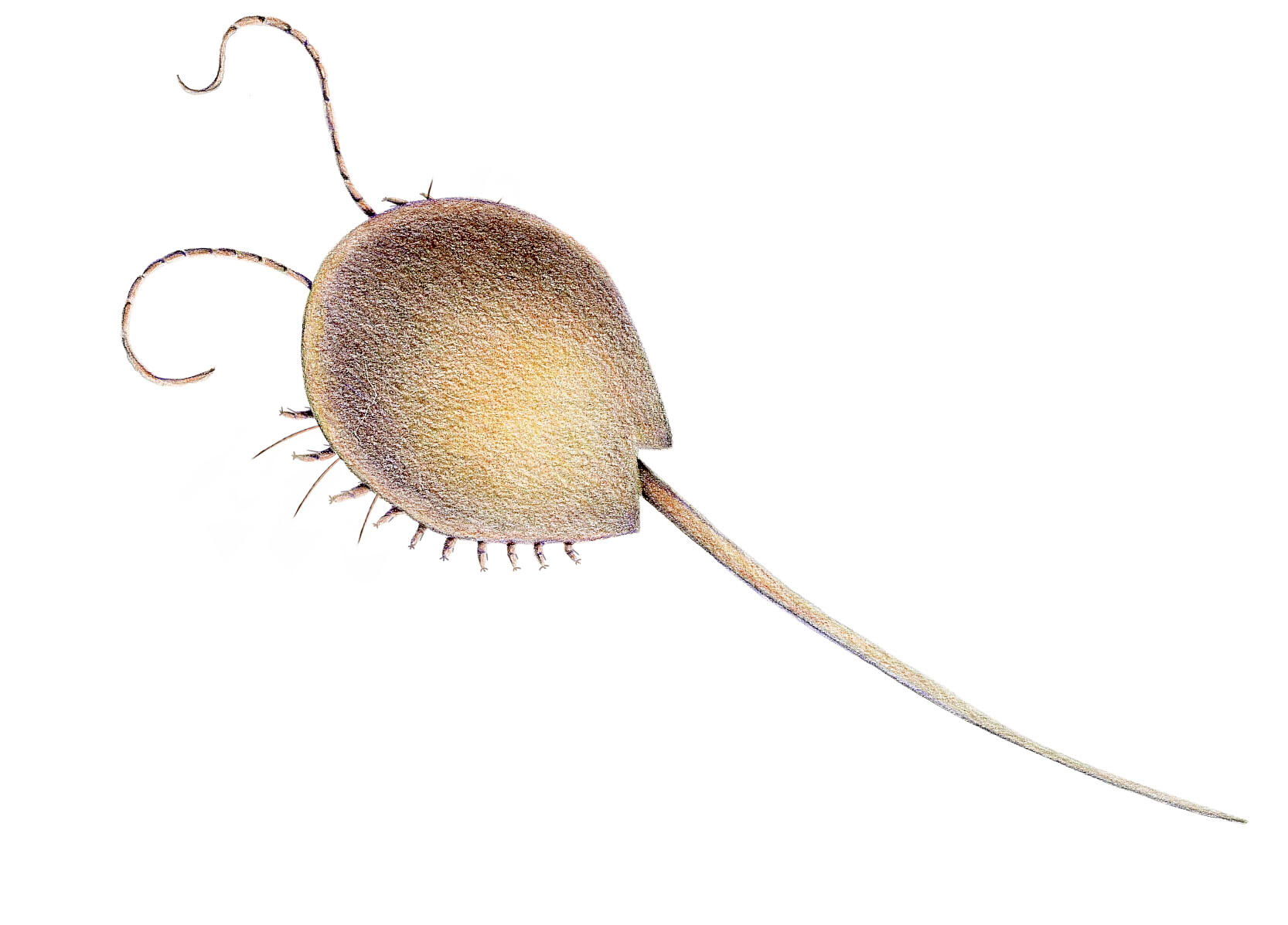
Burgessia
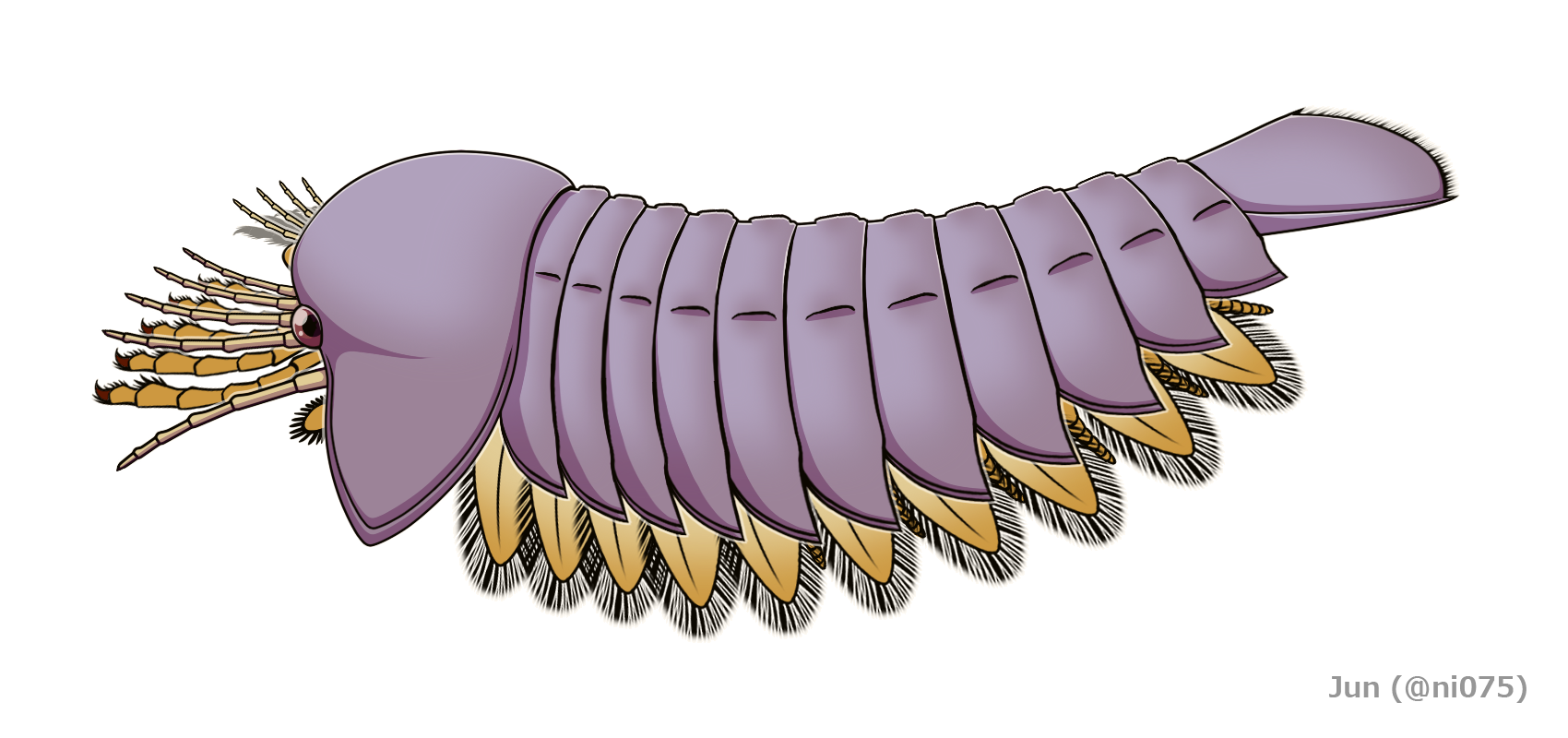
Sanctacaris
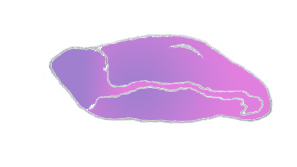
Pollingeria
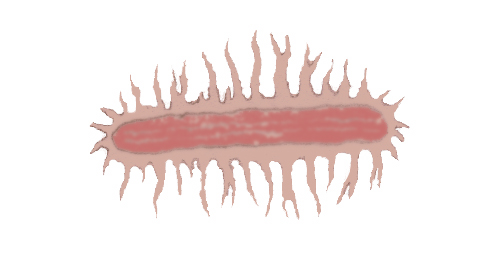
Portalia
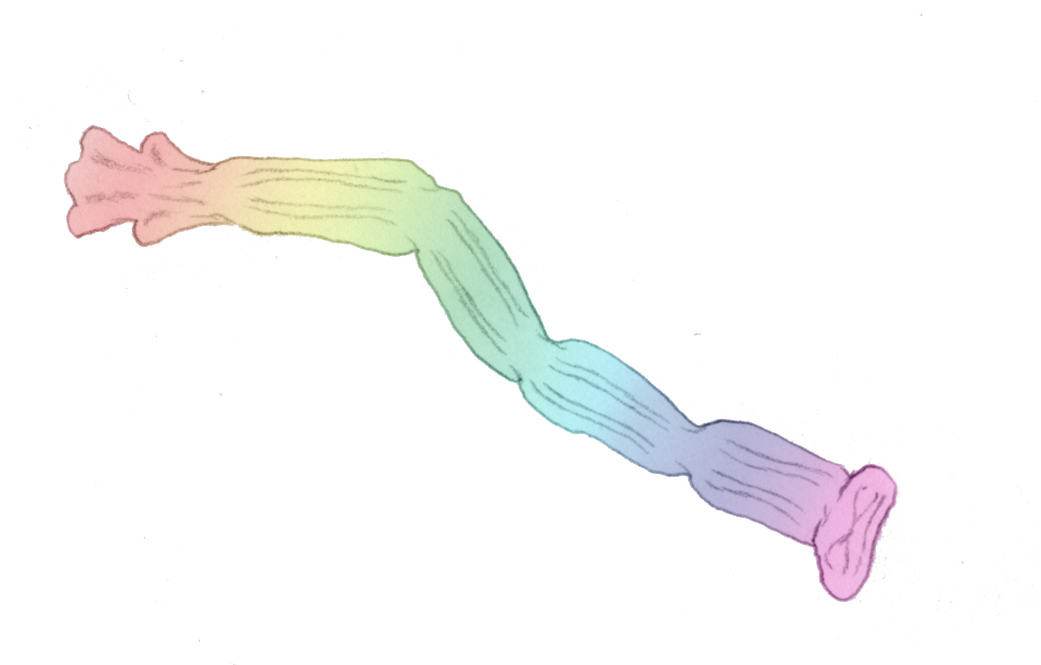
Oesia
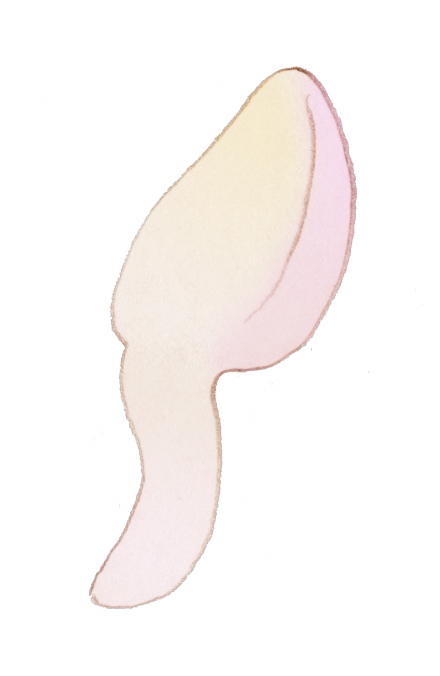
Priscansermarinus
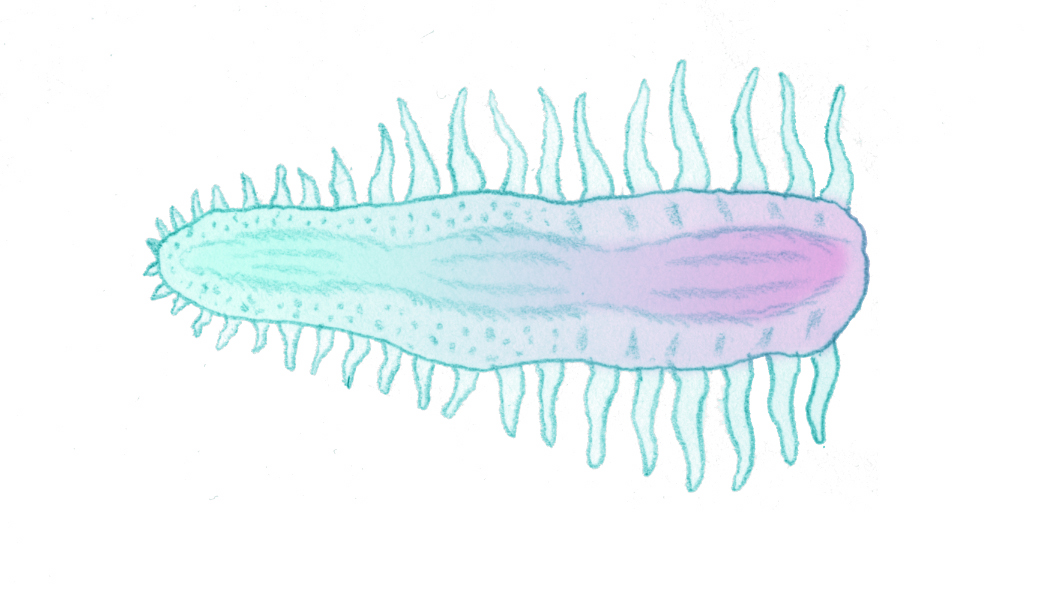
Redoubtia
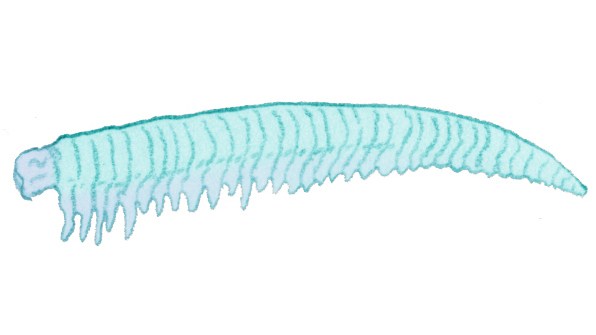
Worthenella